# Bednay Dezső (iparművész)
Bednay Dezső (Budapest, 1923. március 9. – 2013. június 15.) képző- és iparművész, műgyűjtő, Bednay Éva festőművész férje.

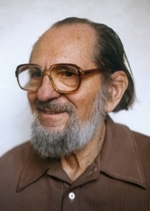
Bednay Dezső portréfotója

## Életpályája

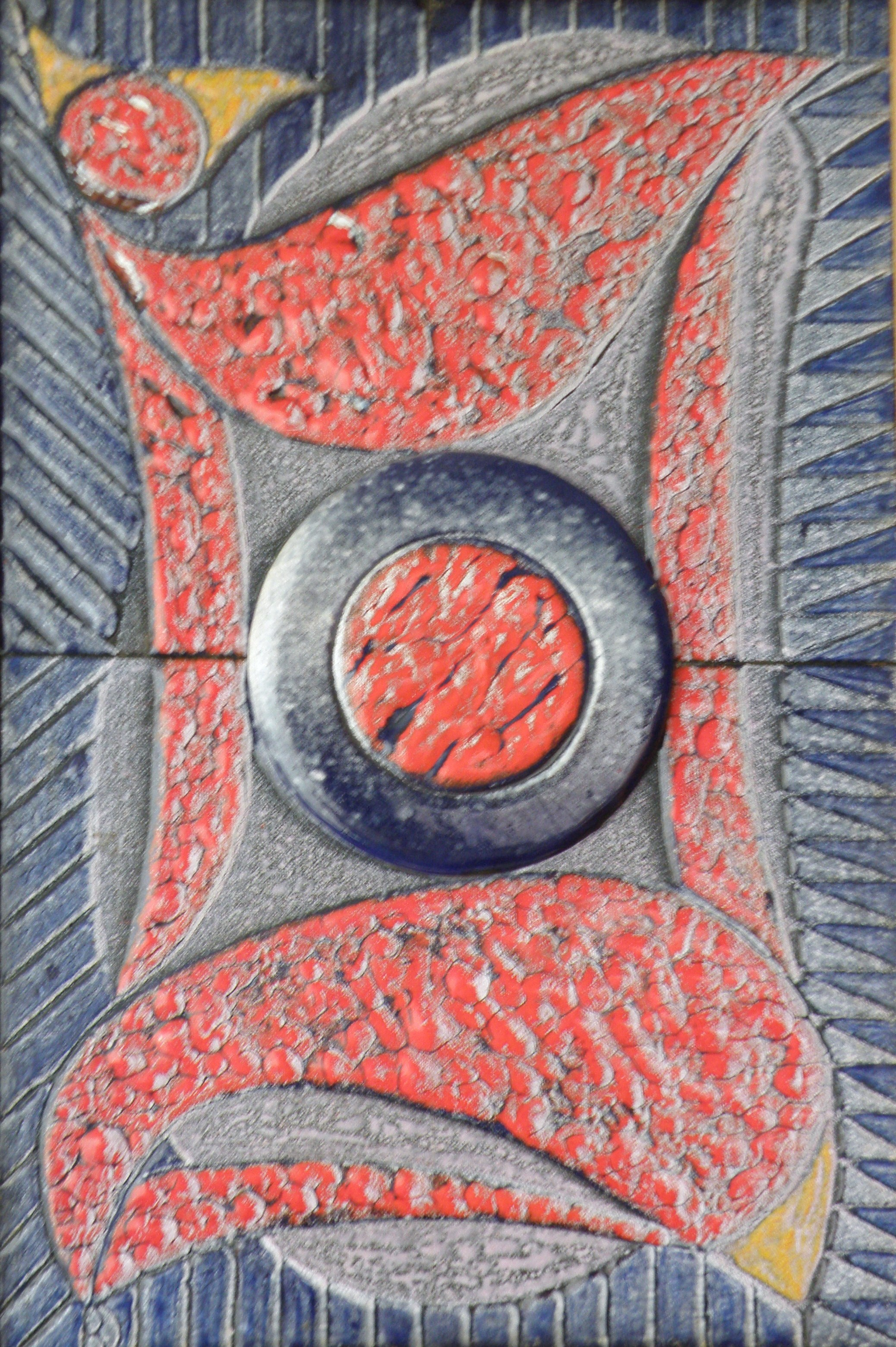
Bednay Dezső: Szem; tűzzománc kompozíció

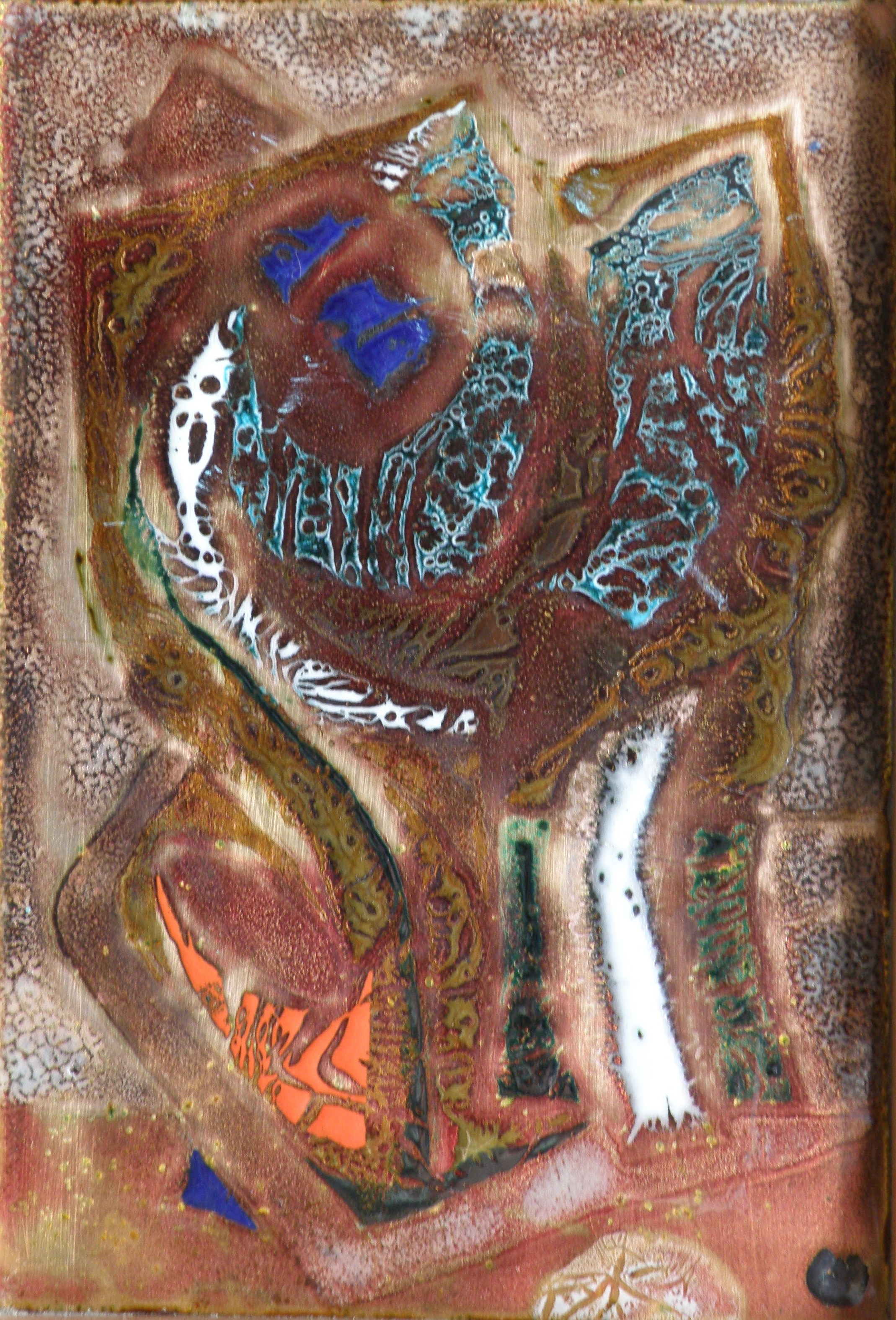
Bednay Dezső: Titokzatos erdő; tűzzománc

Az Iparművészeti Főiskola jogelődjeként működött Magyar Királyi Iparművészeti Iskola belsőépítész szakán végzett. Mesterei Kaesz Gyula, Györgyi Dénes és Weichinger Károly voltak. Az 1948-as centenáriumi kiállításon több lakberendezése is sikerrel szerepelt, s a Bednay Bútorház István körúti bemutatótermében több mint 50 saját tervezésű és kivitelezésű szobabútora volt látható. Az ötvenes években lezajlott államosítás után kényszerűségből új kibontakozási lehetőségeket keresett: képzőművésszé vált. Munkásságára többek között a magyar konstruktivizmus, Moholy-Nagy, de Jean-Hans Arp és Joan Miró is nagy hatással volt. 1953-tól tagja volt a Magyar Művészeti Alapnak; 1975-től pedig a németországi Nemzetközi Zománcművészek Szövetségének.
Ausztriában, Belgiumban, Hollandiában, Németországban (NSZK, NDK), Romániában, Csehszlovákiában és Kínában járt tanulmányutakon. Számos egyéni kiállítása volt Magyarországon, Németországban és Ausztriában. 2012 áprilisában a Kóka Ferenc Művészeti Alapítvány szervezésében került sor legutolsó kiállítására, ahol néhány régebbi tűzzománc munka mellett elsősorban az idősebb művész által készített asszemblázsok szerepeltek.
Az elsők között volt az ötvenes és hatvanas években, aki jó érzékkel felismerte a 20. századi nagy magyar alkotók által létrehozott értékeket, s államilag is elismert, sőt védett magángyűjteményt hozott létre többek közt Gulácsy, Csontváry, Derkovits, Bernáth, Czóbel, Csók, Egry, Ferenczy, Gadányi, Szőnyi, Szinyei, Rippl-Rónai, Mednyánszky, Márffy, Kernstock, Uitz, Koszta, Haranghy, Börzsönyi és Pólya műveiből. Főiskolai és egyetemi hallgatók generációi nőttek fel úgy, hogy az ő magángyűjteményében kaptak betekintést az újkori magyar művészetbe. Rendszeresen adott kölcsön képeket a legnagyobb magyar művészeti kiállításokra. Az 1970-es években – egzisztenciális okokból – a gyűjteményt felszámolták, de a legjelentősebb aukciókon számos darabja mind a mai napig fel-felbukkan (például néhány éve Gulácsy Lajos és Bernáth Aurél egy-egy képe).
Pályájának elején elsősorban fából kisplasztikákat és absztrakt reliefeket készített. Feleségével, a később elsősorban selyem-kollázsairól ismertté vált, az 1970-es években külföldre kivándorolt Bednay Évával az akkor divatba jött műanyagok művészeti felhasználásával kísérletezett. Mindketten bekapcsolódtak a művészeti oktatásba: a Mozgássérültek Állami Intézetében fiatalok képzésével foglalkoztak, velük együttműködve akkoriban divatos, exportra szánt karakter-figurákat készítettek.
Pályájának csúcsán érdeklődése a tűzzománc-technika különböző változatai felé fordult. A budapesti Lampart Gyárban tanulta el a zománctechnika egyes változatait, de – a tulajdonos meghívására – többször ellátogatott a bécsi Schauer Zománcgyárba is. A tűzzománcot a hagyományos olaj és akril festési eljárás alternatívájának tekintette. Elsősorban absztrakt, geometrikus zománc-képeket alkotott, amelyek a színek és a formák, valamint a háttérstruktúrák sajátos, belső ritmusvilágának létrehozásával ragadják meg a nézőt. 
Az 1970-es években alakította ki a rá jellemző sajátos stílust, mely a rezet társította az ékszerzománccal. Ez a technika tette lehetővé számára, hogy a különleges tartósságot erőteljesen fénylő színekkel, szokatlan struktúrákkal egyesítse. Az ipari vaszománc felhasználása erős opák színekkel elfojtott csillámlású homogén felületek létrehozását biztosította. Az ékszerzománc viszont meleg ragyogású, áttetsző lucid színárnyalatokat eredményezett és finom belső struktúrák kihozására nyújtott lehetőséget, különös tekintettel a vöröses, narancs és sárgásan csillámló színárnyalatokra. Transzparencia és struktúra, áttetszőség és a kolorit felületi kidolgozása szinte megfoghatatlan hatásokhoz vezettek, amelyek a tükörszerűen ragyogó aranyréz felülettől a színkeverékek szinte végtelen variációjáig terjednek. Munkáiban egyaránt nagy szerepet játszott a tudatosság és az „irányított véletlen”. 
A tűzzománc lemezeket – gyakran többet is kombinálva – ebben az időszakban általában igényesen megmunkált fa-lemezekre rögzítette, s ezáltal a fa struktúrája, erezete is a műalkotás szerves részévévé vált. Alkotásait a hetvenes és a nyolcvanas években előszeretettel vásárolta a Képzőművészeti Alap üzlethálózatában az igényes közönség.
Az 1980-as években azonban már nem elégedett meg pusztán a zománc nyújtotta lehetőségekkel, a zománc-lemezeket festett akril háttér-elemekkel kombinálva új műfajt teremtett, amely leginkább a különböző anyagok ötvözésével készülő asszemblázshoz áll közel. Ezekre a művekre jellemző talán a leginkább a rész és egész, az eltérések és ismétlődések, tükröződések megjelenítése, s a különböző elemek kombinációjának létrehozásával egy új, szintetizált harmónia, „felsőbb szintű” asszociációk közvetítése. Életének utolsó éveiben főleg applikációkkal, grafikákkal jelentkezett.

## Tagságai
- Magyar Képzőművészeti Alap

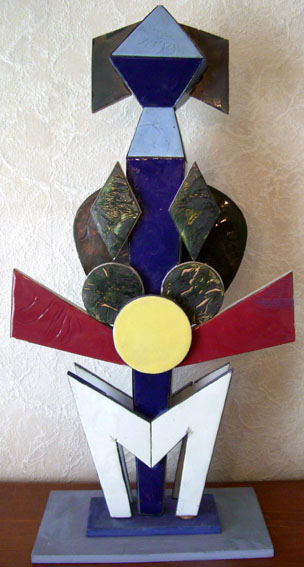
Bednay Dezső: Térplasztika; 3D tűzzománc kompozíció

- Nemzetközi Zománcművészek Szövetsége (Kunstverein Coburg)

## Egyéni kiállításai (válogatás)
- Ebensee / Ausztria, Rathaus, 1974

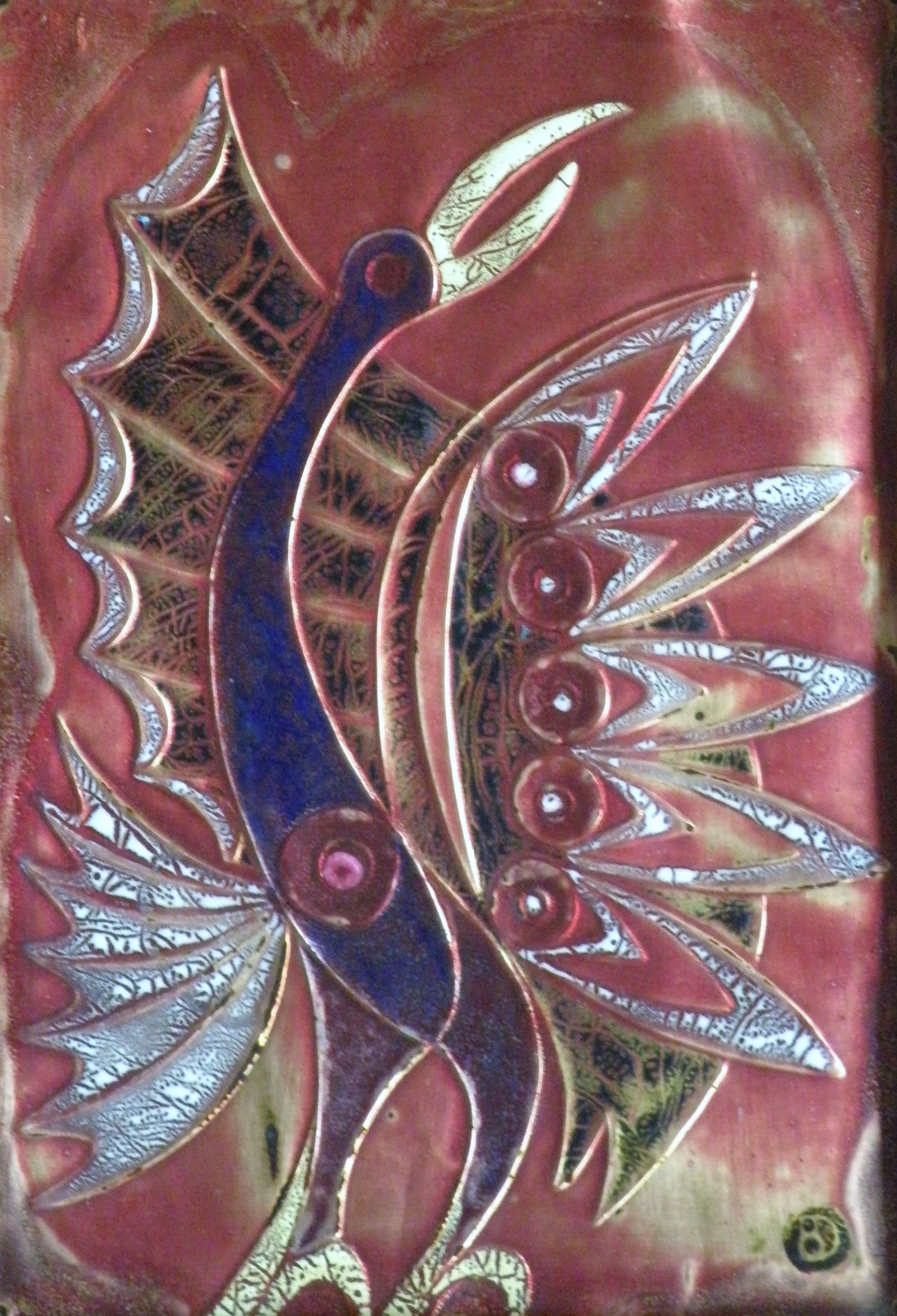
Bednay Dezső: Tűzmadár; tűzzománc

- Würzburg / NSZK, Stadttheater, 1974. június 28. – július 18.
- Budapest, József Attila Művelődési Központ, 1975. szept. 22.- okt. 4., megnyitotta: Mikes Ildikó
- Bécs, Galeria Romanum 1975, 1977
- Budapest, Ferencvárosi Pincetárlat, 1976. márc. 19.-ápr. 1., megnyitotta: Mezei Ottó
- Bonn, 1983 "Dezsö Bednay. Emailbilder-Murals-Emailplastik" Rheinische Friedrich-Wilhelms Univ. Bonn, Päd. Fak.
- Sopron, Képcsarnok, 1985. okt. 10-19., megnyitotta: Prof. Dr. Heijo Klein, Univ. Bonn
- Balatonföldvár, Bajor Gizi Közösségi Ház, a Nyári Fesztivál megnyitó kiállítása, 1995. jún. 16. – júl. 6., megnyitotta: Dr. I. Klein-Bednay, Univ. Köln
- Budapest, Újlipótvárosi Klub-Galéria, 1998. március 10-20., megnyitotta: Prof. Dr. I. Klein-Bednay, Univ. Münster; (a művész 75. születésnapjára)
- Budapest, Újlipótvárosi Klub-Galéria, 2004, megnyitotta: Prof. Dr. I. Klein-Bednay, Univ. Münster (a művész 80. születésnapjára)
- Budapest, Kóka Ferenc Galéria, 2012. április 4-18., Gyűjteményes kiállítás (a művész közeledő 90. születésnapja alkalmából)

## Csoportos kiállítások (válogatás)
- Angyalföldi képzőművészek III. kiállítása, a Magyar Tanácsköztársaság 50. évfordulójára, Budapest 1969 ("XIII/3")
- Salgótarjáni Zománc- és Üvegművészeti Biennálé 1975., 1977.
- III. Országos Zománcművészeti Biennálé, Salgótarján 1975. nov. 8.- dec. 8.
- Kecskeméti Nemzetközi Zománcművészeti Alkotótelep kiállításai, Katona József Múzeum, 1975, 1977
- Fonyódi Alkotóház Kiállítása, Budapest (Fővárosi Tanács Kiállító Terme) 1976. szept. 20-30., megnyitotta: Dr. Balassa Tibor
- Budapest, Néprajzi Múzeum, "Az én Fenyőfám" kiállítás, 1982. dec.
- Budapest, Vigadó, "Zománc", 1984. jún. 22. – júl. 22.
- Kecskeméti Zománcművészeti Alkotótelep Gyűjteményes Anyagának Kiállítása, Katona József Múzeum és Tamási Galéria, 1985. jún. 5-26.
- Budapest, Vízivárosi Galéria, 1987. szept. 13-30., megnyitó: Dr. Losonci Miklós
- Budapest, Margitszigeti Termálszálló, a Vigadó Galéria közreműködésével, 1992. máj. 25. – jún. 7., XIII. kerületi képző- és iparművészek tárlata
- Budapest, Újlipótvárosi Klub-Galéria, Tavaszi Tárlat, 1996. márc. 27. – ápr. 12., megnyitotta: Ury Ibolya;
- Millecentenáriumi pályázat, 1996. nov. 7-21.
- Budapest, Polgármesteri Hivatal, 1997 (Folyosó Galéria, XIII. Kerületi napok '97)
- Kortárs Magyar Zománcművészet, Kecskemét Cifrapalota, 1998. márc. 21. – ápr. 26.

## További információk

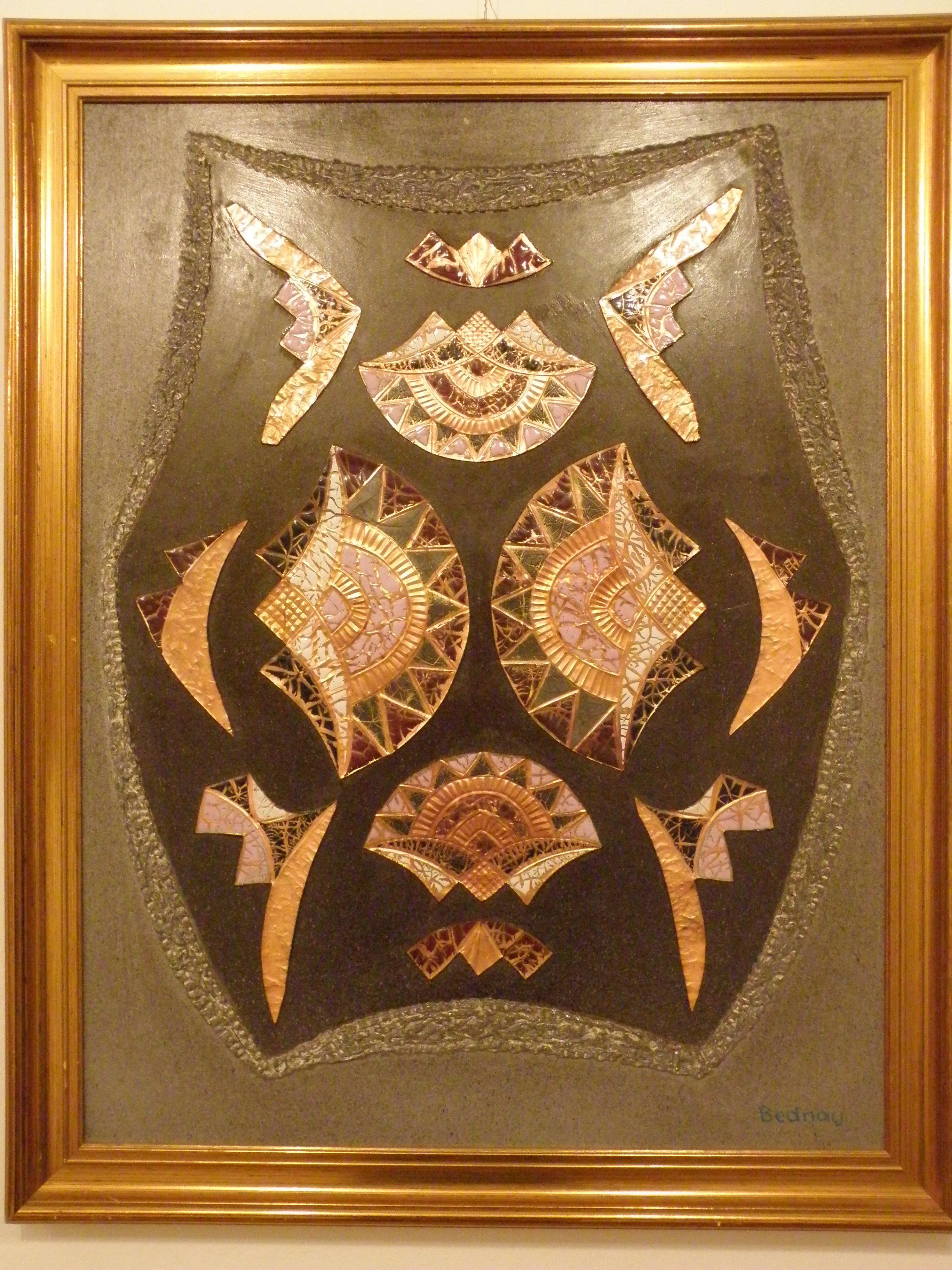
Bednay Dezső: A király ruhája; asszemblázs

## Források

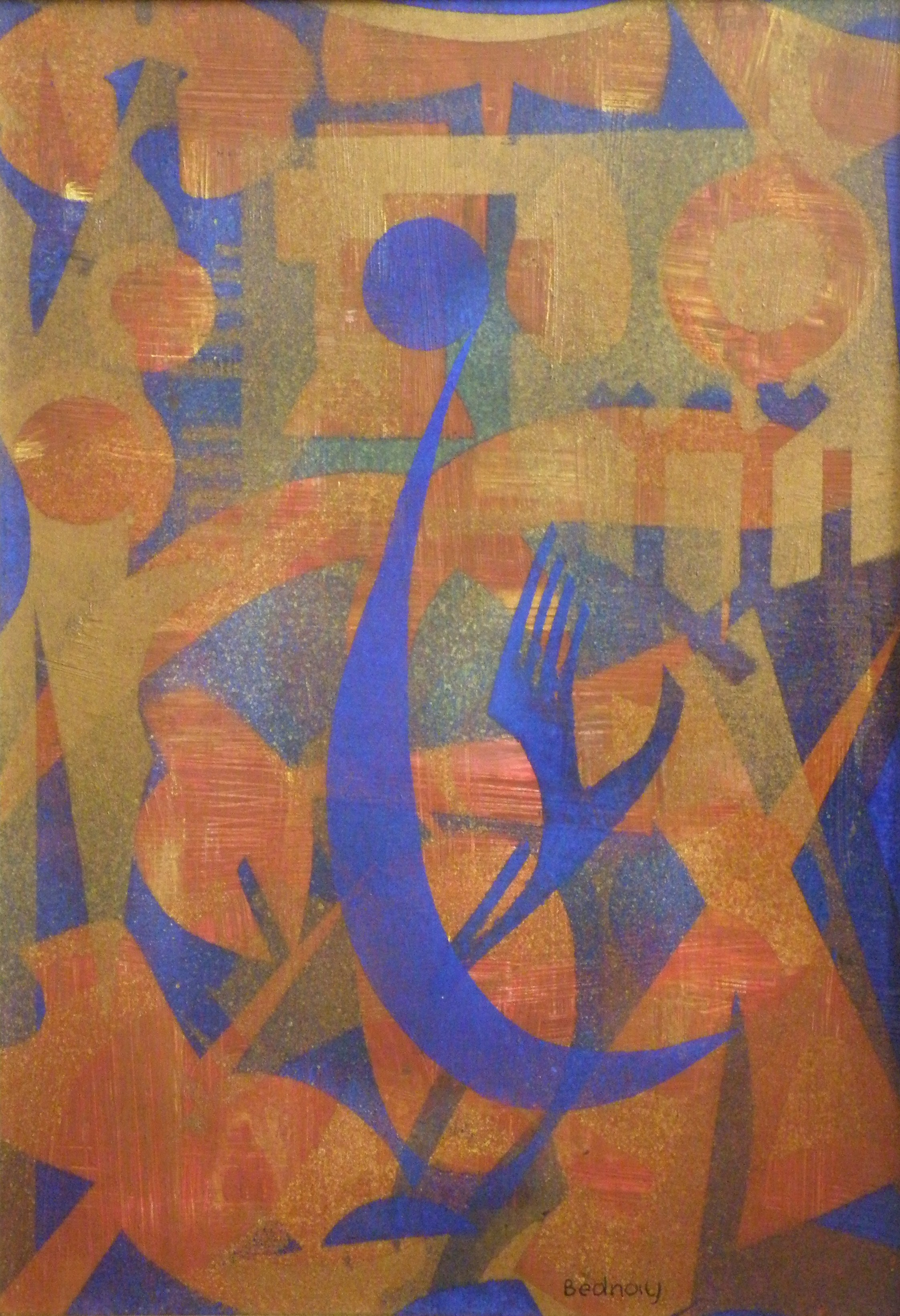
Bednay Dezső: Kék madár; akril festmény

## Honlapok, referenciák
- terminators.com
- artportal.hu